# トレビアの戦い
トレビアの戦いは、第二次ポエニ戦争中の紀元前218年12月18日、イタリア半島のプラケンティア(現在のピアチェンツァ）近郊、トレビア川を挟んで行われた戦い。ハンニバル率いるカルタゴ軍と、ティベリウス・センプロニウス・ロングス率いるローマ軍が交戦し、カルタゴ軍が勝利した。

## 背景
紀元前218年、アルプス越えによってイタリア半島に侵入したカルタゴ軍は、迎撃に向かった執政官プブリウス・コルネリウス・スキピオ率いるローマ軍をティキヌスの戦いで破った。スキピオはプラケンティアまで軍を後退させ、もう一人の執政官ティベリウス・センプロニウス・ロングスの率いる軍団の合流を待った。その間にハンニバルはガリア・キサルピナの現地部族を懐柔し、自軍の増強に努めた。
40,000名近くまで兵力を増やしたハンニバルは南下して、トレビア川を挟んでローマ軍の野営地と対峙した。この頃にはローマ軍もすでに合流を完了していた。ローマの執政官は一日ごとに軍の指揮権を交代するよう定められていたが、スキピオは先の戦いで負傷していたため、この時にはロングスが全軍の指揮を取っていた。

## 両軍の戦力
この戦闘に参加した両軍の戦力、および布陣は以下のようなものである。
カルタゴ軍
- 歩兵 - 約30,000
- 騎兵 - 約10,000
- 戦象 - 3頭

カルタゴ軍は最前列に戦象を置き、その後方に歩兵戦列を展開した。歩兵戦列は、中央がガリア歩兵、両翼には古参のリビア、ヒスパニア歩兵がついた。歩兵戦列の両翼には騎兵を二分して配置した。また、ハンニバルは戦闘の前夜、弟のマゴに2,000（騎兵1,000、軽装歩兵1,000）の分遣隊を与え、川沿いの林の中（あるいは丘陵の上）に埋伏させた。
ローマ軍
- 歩兵 - 約36,000(ローマ軍16,000、同盟都市軍20,000)
- 騎兵 - 約4,000

ローマ軍は最前面に軽装歩兵を展開させ、その後方に3列の歩兵戦列を展開、両翼に騎兵を配置する通常の戦闘隊形をとった（ローマ軍団を参照）。ただし後述するように、ローマ軍はカルタゴ軍の誘引策によって、態勢の整わないうちに野営地から出撃することを余儀なくされた。このため、完全な戦闘隊形は組めなかったと考えられる。

## 戦闘経過

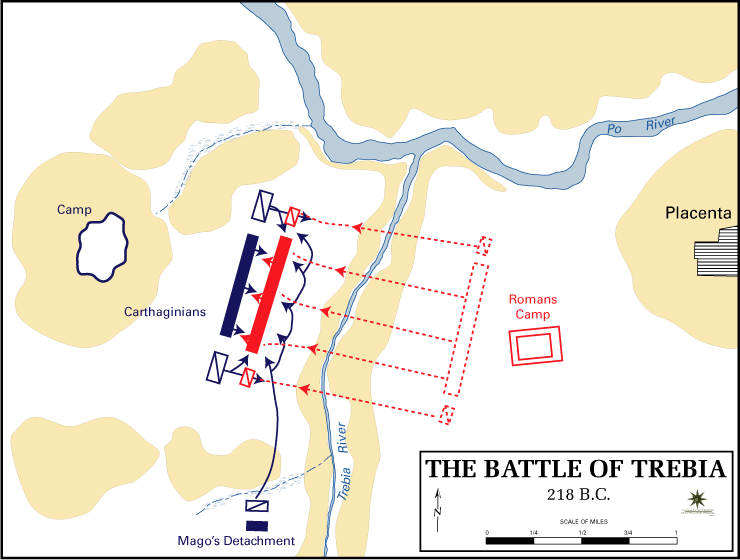
トレビア川の戦い・布陣図

12月18日早朝、ハンニバルは全軍に戦闘用意をとらせると、少数の騎兵を対岸へ派遣し、ローマ軍の野営地を急襲させた。ローマ騎兵が迎撃に向かうと、カルタゴ騎兵はすぐに退却を開始した。ロングスは、一挙に決戦を挑むべく全軍に野営地からの出撃を命令した。対岸に到着したローマ軍は上記の戦闘隊形をとった。
攻撃態勢を整えたローマ軍は前進、交戦を開始した。事前の不利な条件にもかかわらず、精強なローマ歩兵はカルタゴ歩兵を相手に優勢に戦闘を進めた。しかし、両翼ではヌミディア騎兵を中心とするカルタゴ騎兵がローマ騎兵を圧倒。まもなく、カルタゴ騎兵はローマ騎兵を撃退し、ローマ軍の側面に回りこんだ。さらにこの時、林の中に潜んでいたマゴの分遣隊が出現し、ローマ軍の後方を襲撃した。包囲されたローマ軍は、圧倒的な劣勢に陥り、周辺部から損害を増加させていった。ロングスは突破口を探し、正面のガリア歩兵に対して戦力を集中させた。カルタゴ軍中央を突破したローマ軍は、そのまま撤退した。しかし、およそ半数が包囲下に取り残され、殺されるか捕虜になった。

## 結果と影響
この戦闘におけるローマ軍の損害は20,000名を超えた。これに対しカルタゴ軍の損害は軽微で、大半は中央のガリア歩兵であった。予想外の大敗を喫したローマ軍は、プラケンティアまで後退した。2人の執政官は、カルタゴ軍の進撃を阻止することは不可能であると考え、北部イタリアの放棄を決定、軍を後退させた。
ローマの正規軍に対して正面から挑み、これを打ち破ったことによって、ハンニバルの名声は大いに高まった。カルタゴ軍に参加するガリア兵は増加の一途をたどり、まもなくカルタゴ軍の兵力は50,000名を超えた。ハンニバルはさらなる戦果を求めて南下した。